# Élisabeth Borne
Élisabeth Borne, född 18 april 1961 i Paris, är en fransk politiker. Hon var Frankrikes premiärminister 2022–2024, och har tidigare haft flera ministerposter i regeringarna under Emmanuel Macron.

## Biografi
Bornes far är av ryskt-judiskt ursprung och tillhörde motståndsrörelsen under andra världskriget i Frankrike. Hennes mor är katolik och  kommer från Normandie. Hon har en examen från École polytechnique och är utbildad ingenjör.
Borne stod länge nära Socialistiska partiet i Frankrike, men röstade på Emmanuel Macron i franska presidentvalet 2017. Hon gick därefter med i hans parti La République En Marche! I maj 2017 utsågs hon till transportminister i regeringen Philippe I och behöll den posten i regeringen Philippe II. I juli 2019 utsågs Borne istället till miljöminister, efter François de Rugys avgång.  I och med regeringen Castex utsågs hon till arbetsmarknadsminister.
Den 16 maj 2022 meddelade Elyséepalatset att presidenten utsett Élisabeth Borne som ny premiärminister. Regeringsombildningen skedde efter att Macron omvalts för en ny mandatperiod, och inför parlamentsvalet i juni samma år. Hon blev den andra kvinnan att inneha posten som premiärminister i Frankrike, efter Édith Cresson som var landets premiärminister 1991 till 1992.
Den 8 januari 2024 meddelade hon att hon skulle avgå från befattningen som premiärminister. Hon efterträddes av Gabriel Attal den 9 januari.

## Utmärkelser
- Kommendör av Orden för sjöfartsförtjänster,  2019[10]
- Storkorset av Nationalförtjänstorden,  2022[11]

[Redigera Wikidata]